# 布氏球果蝠
布氏球果蝠（学名：Sphaerias blanfordi）为狐蝠科球果蝠属的动物。在中国大陆，分布于西藏等地。

## 亚种
- 布氏球果蝠墨脱亚种（学名：Sphaerias blanfordi motuoensis），Cai et Zhang于1980年命名。在中国大陆，分布于西藏等地。[3]

## 保护
本种于2023年被收录入《有重要生态、科学、社会价值的陆生野生动物名录》。